# Напуда Василь Олексійович
Василь Олексійович Напуда (нар. 26 травня 1930, Кольчино) — радянський футболіст, що грав на позиції півзахисника. Відомий за виступами в низці українських команд різних ліг СРСР, найбільш відомий за виступами у складі київського «Динамо» у вищій лізі СРСР.

## Кар'єра футболіста
Василь Напуда народився в Кольчині, а розпочав виступи в командах майстрів у 1954 році в севастопольській команді Будинку офіцерів флоту, яка грала на той час у класі «Б» — другому дивізіоні радянського футболу. У 1955 році Напуда став гравцем іншої команди класу «Б» «Спартак» з Ужгорода. Наступного року Василь Напуда отримав запрошення до команди вищої ліги СРСР «Динамо» з Києва, щоправда зіграв у вищій лізі тільки один матч, після чого повернувся до ужгородського «Спартака», в якому грав до кінця сезону 1957 року.
На початку 1959 року Василь Напуда отримав запрошення до новоствореної команди майстрів класу «Б» «Авангард» з Житомира. У житомирській команді Напуда грав до середини 1960 року, після чого став гравцем іншої команди класу «Б» «Спартак» зі Станіслава, в якій і завершив виступи на футбольних полях після закінчення сезону 1960 року.